# Fábio Silva
Fábio Daniel Soares Silva (Gondomar, 19 de julio de 2002), conocido como Fábio Silva, es un futbolista portugués que juega de delantero en el Wolverhampton Wanderers F. C. de la Premier League.

## Trayectoria
Empezó a formarse en las categorías inferiores del F. C. Porto, aunque en 2015 se marchó al S. L. Benfica para regresar al conjunto portista dos años después.
El 10 de agosto de 2019 hizo su debut en partido oficial con el primer equipo en la primera jornada de liga ante el Gil Vicente F. C., siendo el futbolista más joven en la historia del club en jugar en dicha competición. Un mes más tarde, el 19 de septiembre, se convirtió en el jugador más joven de siempre en jugar con el F. C. Porto en competición europea tras hacerlo en la primera jornada de la fase de grupos de la Liga Europa de la UEFA ante el B. S. C. Young Boys. Tan solo una semana después batió otro récord de precocidad al convertirse en el jugador más joven en la historia del club en salir de titular tras hacerlo en la primera jornada de la fase de grupos de la Copa de la Liga ante el C. D. Santa Clara. El 19 de octubre, al anotar ante el S. C. Coimbrões en la tercera ronda de la Copa de Portugal, se convirtió en el goleador más joven en la historia del club en partido oficial. Una semana después anotó su primer gol en la Primeira Liga marcando el último tanto de la victoria 3-0 ante el F. C. Famalicão, convirtiéndose también en el goleador más joven del club en la competición. El 10 de noviembre, con la titularidad en la victoria por la mínima ante el Boavista F. C., sumó otro récord, el de jugador más joven en salir de inicio en un partido de liga con el F. C. Porto. Tras haber perdido algo de protagonismo en las semanas posteriores, en febrero de 2020 se estrenó con el filial para acumular minutos, llegando a disputar tres encuentros.
El 5 de septiembre de 2020 se hizo oficial su fichaje por el Wolverhampton Wanderers F. C. a cambio de 40 millones de euros. Firmó un contrato por cinco temporadas y se convirtió en el fichaje más caro de la historia del club inglés. Debutó doce días después en el encuentro de segunda ronda de la Copa de la Liga ante el Stoke City F. C. que perdieron por la mínima. El 12 de diciembre se estrenó como titular en la Premier League en otra derrota por 0-1 ante el Aston Villa F. C. Nueve días después marcó su primer gol con el equipo, aunque no sirvió para evitar una nueva derrota liguera ante el Burnley F. C. Con este tanto se convirtió en el goleador más joven de los Wolves en Premier League así como el portugués más joven en ver puerta en la competición superando en 114 días a Cristiano Ronaldo.
Tras un segundo año en Inglaterra, el 19 de julio de 2022 renovó su contrato por una temporada más y se fue cedido al R. S. C. Anderlecht para poder jugar con más regularidad. Se estrenó cinco días después y tardó siete minutos en lograr su primer gol con el conjunto malva, sirviendo este para certificar el triunfo ante el K. V. Oostende en el inicio de la Pro League. Su segundo gol de la temporada llegó el 4 de agosto en la Liga Europa Conferencia de la UEFA, siendo esta la primera vez que marcaba en una competición europea. En enero, según la prensa belga, tuvo una discusión con el entrenador Brian Riemer y ese mismo mes se canceló la cesión para acabar la campaña en el PSV Eindhoven. Con este equipo conquistó la Copa de los Países Bajos en la que marcó el penalti que les dio el título.
En su regreso a Wolverhampton tuvo dificultades para jugar, por lo que a finales de 2023 fue prestado al Rangers F. C. para lo que quedaba de temporada. La siguiente acumuló una cuarta cesión y el 30 de agosto recaló en la U. D. Las Palmas. Fue elegido mejor jugador sub-23 de la Primera División en noviembre, mes que lo terminó marcando el gol de la primera victoria del conjunto canario ante el F. C. Barcelona como visitante en 53 años. En abril volvió a ser reconocido como el mejor jugador sub-23 de la competición antes de sufrir una lesión que le iba a impedir jugar en las últimas jornadas en las que el equipo sumó una serie de derrotas que provocaron su descenso a Segunda División.

## Selección nacional
Es internacional con Portugal en categorías inferiores. Con la selección sub-17 participó en los campeonatos continentales de la categoría en 2018 y 2019. También hizo lo propio con la sub-21 en la edición de 2023.
El 16 de noviembre de 2024, tras haber entrenado en un par de ocasiones durante la semana, fue convocado por primera vez con la selección absoluta para un partido de la Liga de Naciones de la UEFA 2024-25 ante Croacia. Hizo su debut dos días después en dicho encuentro jugando los últimos veinte minutos.

### Participaciones en Eurocopas
| Copa                | Sede              | Resultado        | Partidos | Goles |
| ------------------- | ----------------- | ---------------- | -------- | ----- |
| Europeo sub-17 2018 | Inglaterra        | Fase de grupos   | 2        | 0     |
| Europeo sub-17 2019 | Irlanda           | Cuartos de final | 4        | 1     |
| Europeo sub-21 2023 | Georgia · Rumania | Cuartos de final | 3        | 0     |

## Estadísticas

### Clubes
Actualizado al último partido disputado el 19 de abril de 2025.
| Club                                     | Div.          | Temporada     | Liga  | Liga  | Copas nacionales | Copas nacionales | Copas internacionales | Copas internacionales | Total | Total |
| Club                                     | Div.          | Temporada     | Part. | Goles | Part.            | Goles            | Part.                 | Goles                 | Part. | Goles |
| ---------------------------------------- | ------------- | ------------- | ----- | ----- | ---------------- | ---------------- | --------------------- | --------------------- | ----- | ----- |
| F. C. Porto Portugal                     | 1.ª           | 2019-20       | 12    | 1     | 6                | 2                | 3                     | 0                     | 21    | 3     |
| F. C. Porto Portugal                     | Total club    | Total club    | 12    | 1     | 6                | 2                | 3                     | 0                     | 21    | 3     |
| F. C. Porto "B" Portugal                 | 2.ª           | 2019-20       | 3     | 0     | ―                | ―                | ―                     | ―                     | 3     | 0     |
| F. C. Porto "B" Portugal                 | Total club    | Total club    | 3     | 0     | 0                | 0                | 0                     | 0                     | 3     | 0     |
| Wolverhampton Wanderers F. C. Inglaterra | 1.ª           | 2020-21       | 32    | 4     | 4                | 0                | ―                     | ―                     | 36    | 4     |
| Wolverhampton Wanderers F. C. Inglaterra | 1.ª           | 2021-22       | 22    | 0     | 4                | 0                | ―                     | ―                     | 26    | 0     |
| R. S. C. Anderlecht · Bélgica            | 1.ª           | 2022-23       | 20    | 7     | 2                | 1                | 10                    | 3                     | 32    | 11    |
| R. S. C. Anderlecht · Bélgica            | Total club    | Total club    | 20    | 7     | 2                | 1                | 10                    | 3                     | 32    | 11    |
| PSV Eindhoven · Países Bajos             | 1.ª           | 2022-23       | 14    | 4     | 3                | 0                | 2                     | 1                     | 19    | 5     |
| PSV Eindhoven · Países Bajos             | Total club    | Total club    | 14    | 4     | 3                | 0                | 2                     | 1                     | 19    | 5     |
| Wolverhampton Wanderers F. C. Inglaterra | 1.ª           | 2023-24       | 8     | 0     | 2                | 1                | ―                     | ―                     | 10    | 1     |
| Wolverhampton Wanderers F. C. Inglaterra | Total club    | Total club    | 62    | 4     | 10               | 1                | 0                     | 0                     | 72    | 5     |
| Rangers F. C. Escocia                    | 1.ª           | 2023-24       | 18    | 4     | 5                | 2                | 2                     | 0                     | 25    | 6     |
| Rangers F. C. Escocia                    | Total club    | Total club    | 18    | 4     | 5                | 2                | 2                     | 0                     | 25    | 6     |
| U. D. Las Palmas · España                | 1.ª           | 2024-25       | 24    | 10    | 1                | 0                | ―                     | ―                     | 25    | 10    |
| U. D. Las Palmas · España                | Total club    | Total club    | 24    | 10    | 1                | 0                | 0                     | 0                     | 25    | 10    |
| Total carrera                            | Total carrera | Total carrera | 153   | 30    | 27               | 6                | 17                    | 4                     | 197   | 40    |
| 1. 2.                                    |               |               |       |       |                  |                  |                       |                       |       |       |

## Palmarés

### Títulos nacionales
| Título                   | Club          | País         | Año  |
| ------------------------ | ------------- | ------------ | ---- |
| Primeira Liga            | F. C. Porto   | Portugal     | 2020 |
| Copa de Portugal         | F. C. Porto   | Portugal     | 2020 |
| Copa de los Países Bajos | PSV Eindhoven | Países Bajos | 2023 |

### Títulos internacionales
| Título                  | Club               | Sede | Año  |
| ----------------------- | ------------------ | ---- | ---- |
| Liga Juvenil de la UEFA | F. C. Porto sub-19 | Nyon | 2019 |